# 10 Years (gruppo musicale)
I 10 Years sono una band post-grunge/alternative metal formata a Knoxville, in Tennessee nel 1999.

## Storia dei 10 Years
I 10 Years nacquero nel 1999 dall'incontro del cantante Michael Lee con i chitarristi Matt Wantland e Ryan Johnson, il bassista Andy Parks, ed il batterista Brian Vodinh, formazione con cui uscì nel 2001 il primo album autoprodotto della band dal titolo Into the Half Moon.
Nel 2003, dopo un cambio di formazione che vide la sostituzione di Lee con il futuro frontman Jesse Hasek e l'ingresso del nuovo bassista Lewis Cosby fu la volta del loro album indipendente Killing All That Holds You, con le canzoni Wasteland e Through The Iris che portarono loro un piccolo successo presso le radio locali, tanto che, dopo il rapido esaurimento delle 2000 copie iniziali, l'album fu ristampato con delle bonus track.
I 10 Years hanno pubblicato il 16 agosto 2005 con la Republic/Universal il loro album di debutto, The Autumn Effect. La stessa estate il gruppo ha fatto da supporter, in tour, ai Disturbed e a Ill Niño. Successivamente, sempre nel 2005, con Breaking Benjamin e Smile Empty Soul, quindi al tour Masters of Horror con Mudvayne e Sevendust. Nel luglio 2006 sono in tour con i Korn nel Family Values Tour.
Il loro primo singolo, Wasteland è rimasto per più di 12 mesi nelle classifiche rock, arrivando al numero 1 su Active Rock dicembre 2005. A metà febbraio 2006, Wasteland è arrivato in testa alle classifiche di Alternative e Modern Rock.
Il loro clip per Wasteland, il loro primo video, riguarda i problemi sui diritti umani in tutto il mondo. Il video ha ricevuto la nomination per la miglio regia e la migliore direzione artistica agli MTV Video Music Awards nel 2006.
Il 27 marzo, è stato pubblicato un EP su iTunes contenente una versione acustica di Wasteland e altre tracce dal loro album d'esordio The Autumn Effect.
Nel 2008 viene pubblicato l'album Division cui, a marcare la loro discografia, ne seguono altri.

## Formazione
- Brian Vodinh – chitarra solista (2016-presente), batteria (1999-2016, in studio: 2012-presente), chitarra ritmica (2009-2016, in studio: 2012-2016), basso (2016-presente, in studio)
- Matt Wantland – chitarra ritmica (1999-2009, 2016-presente)
- Jesse Hasek – voce (2002-presente)
- Chad Grennor – basso (2018-presente, in vivo)
- Luke Narey – batteria (2018-presente, in vivo)

### Ex componenti
- Mike Underdown – voce (1999-2001)
- Lewis Cosby – basso (1999-2001, 2002-2012)
- Ryan Johnson – chitarra solista, cori (1999-2016)
- Andy Parks – basso (2001-2002)
- Matt Brown - batteria (2010, turnista)
- Ryan Collier – basso (2012-2016)
- Chad Huff – basso (2016-presente, in vivo), chitarra ritmica (2012-2016, in vivo)
- Kyle Mayer – batteria (2012-2016, in vivo)

## Discografia

### Album in studio
- 2001 – Into the Half Moon
- 2004 – Killing All That Holds You
- 2005 – The Autumn Effect
- 2008 – Division
- 2010 – Feeding the Wolves
- 2012 – Minus the Machine
- 2015 – From Birth to Burial
- 2017 – (How to Live) As Ghosts
- 2020 – Violent Allies
- 2024 – Inner Darkness (Extended play)